# Legio VI Ferrata
La Legio VI Ferrata (dal 193 d.C. fu chiamata Legio VI Ferrata Fidelis Constans Felix) fu una legione romana reclutata nell'agosto del 47 a.C. da Cesare, nelle province della Gallia Cisalpina e dell'Illirico.
Deve il suo nome al pesante armamento metallico dei soldati, e per la fedeltà verso Settimio Severo.
La legione aveva come simbolo un toro, ma si portava appresso anche l'effigie della Lupa Capitolina.

## Storia

### Età republicana
Ebbe un ruolo di primo piano nella battaglia di Zela (47 a.C.), odierna Zile in Turchia combattuta contro Farnace II, figlio di Mitridate VI re del Ponto, che aveva occupato l'Armenia e manifestato altre mire espansionistiche. Si scontrò con i soldati di Pompeo in Hispania, poi fu al seguito di Marco Antonio e definitivamente nell'esercito di Augusto, con base in Siria.

### Età imperiale
Nel 35 d.C. varcò l'Eufrate, mosse poi contro i Giudei che avevano rifiutato di collocare l'immagine di Caligola nel Tempio di Gerusalemme. Dal 58 al 60 seguì Corbulone in Armenia per arginare la minaccia partica; nel 67 fu accorpata all'esercito con cui Cestio Gallo mosse contro i Giudei insieme alla Legio XII Fulminata.
Agli ordini di Licinio Muciano (governatore della Siria), intraprese la marcia verso l'Italia ma fu dirottata in Mesia (odierna Serbia), perché subì pesanti attacchi da parte dei Daci che erano in numero notevolmente maggiore.
Tornata in oriente, nel 72 ebbe parte predominante nell'invasione del regno della Commagene: il territorio entrò a far parte della provincia di Siria dopo la deposizione del re Antioco IV di Commagene. Da questo momento prese sede a Samosata. Con Traiano mosse contro i Parti a nel 106 conquistò la nuova provincia d'Arabia, posta tra il fiume Giordano ed il Mar Morto, zona essenzialmente desertica e povera di risorse, ma importantissima per i commerci con la Persia, l'India ed altri prosperosi centri quali Petra e Bosra.
Adriano la spostò dislocandola in Palestina per combattere la terza guerra giudaica, che terminò solo nel 135, con la distruzione del Tempio di Gerusalemme da parte della Legione. Nel 193 la legione si dimostrò favorevole a Settimio Severo contro Pescennio Nigro a per tale motivo fu chiamata Fidelis Constans. Alla fine del III secolo le fonti relative alla legione diminuiscono drasticamente, e alcuni studiosi hanno ipotizzato il suo scioglimento o la distruzione in combattimento, anche se studi recenti paiono avere identificato tracce della sua sussistenza ancora nel 303/304, presso la fortezza legionaria di Udruh, non lontano da Petra.